# Morinda longiloba
Morinda longiloba är en måreväxtart som först beskrevs av Julian Alfred Steyermark, och fick sitt nu gällande namn av Julian Alfred Steyermark. Morinda longiloba ingår i släktet Morinda och familjen måreväxter. Inga underarter finns listade i Catalogue of Life.